# Ibrahim Afellay
Ibrahim Afellay (n. 2 aprilie 1986, Utrecht) este un fotbalist neerlandez, care joacă pentru Stoke City din Premier League și pentru echipa națională de fotbal a Țărilor de Jos. În 2007, Afellay a primit premiul „Johan Cruijff” pentru cel mai bun tânăr jucător neerlandez. La Barcelona a jucat rar fiind măcinat de accidentări.

## Statistica carierei
| Sezon   | Club | Țară          | Competiție | Meciuri | Goluri |
| ------- | ---- | ------------- | ---------- | ------- | ------ |
| 2003–04 | PSV  | Țările de Jos | Eredivisie | 2       | 0      |
| 2004–05 | PSV  | Țările de Jos | Eredivisie | 7       | 2      |
| 2005–06 | PSV  | Țările de Jos | Eredivisie | 23      | 2      |
| 2006–07 | PSV  | Țările de Jos | Eredivisie | 27      | 6      |
| 2007–08 | PSV  | Țările de Jos | Eredivisie | 24      | 2      |
| 2008–09 | PSV  | Țările de Jos | Eredivisie | 28      | 13     |
| 2009–10 | PSV  | Țările de Jos | Eredivisie | 29      | 4      |
| 2010–11 | PSV  | Țările de Jos | Eredivisie | 19      | 6      |
| 2010–11 | BAR  | Spania        | La Liga    | 16      | 1      |
| 2011–12 | BAR  | Spania        | La Liga    | 4       | 0      |
|         |      |               | Total      | 159     | 35     |

## Premii și nominalizări
PSV
- Eredivisie: 2004–05, 2005–06, 2006–07, 2007–08
- KNVB Cup: 2004–05
- Johan Cruijff Schaal: 2008

Barcelona
- La Liga: 2010–11
- Liga Campionilor: 2010–11
- Supercupa Spaniei: 2011
- Supercupa Europei: 2011
- FIFA Club World Cup: 2011
- Copa del Rey: 2011–12

## Individual
- Cel mai talentat fotbalist olandez al anului (1): 2007